# عقد 1190 هـ
عقد 1190 هـ هو الفترة بين عام 1190 إلى 1199 في التقويم الهجري، أي العشر سنوات الأخيرة من القرن الثاني عشر الهجري.